# 莫爾塞爾夫
莫爾塞爾夫（挪威語：Målselv）是挪威特罗姆斯郡的市镇，行政中心为莫恩村。市镇面积为3,324.45平方公里，2023年时人口数量為6,782人，人口密度為2.1人/平方公里。時區為歐洲中部時間。